# Eleonora de' Medici
Eleonora de' Medici, född 28 februari 1567, död 9 september 1611, hertiginna av Mantua; gift med hertig Vincenzo I av Mantua. Eleonora var syster till Frankrikes drottning Maria av Medici. Hon var Mantuas ställföreträdande regent under makens frånvaro 1595, 1597 och 1601, då hans slogs i Österrikes tjänst i Ungern, och under hans hälsoresa till Flandern under år 1602. 

## Biografi

### Tidigt liv
Hon var dotter till Frans I av Toscana och Johanna av Österrike. Hennes mor avled 1578, då hon var elva år, och fadern gifte om sig med Bianca Capello. 
Förhandlingar om äktenskap med Mantuas tronarvinge, hennes kusin Vincenzo, inleddes 1579, men avbröts då denne giftes bort med en annan. Hon mottog ett nytt anbud från Lothringen 1581, men det avböjdes av hennes far. År 1584 återupptogs förhandlingarna om giftermål med Vincenzo av Mantua sedan han hade skilt sig från sin första maka. Vigseln ägde rum 29 april 1584. Paret fick sex barn, fyra döttrar och två söner. Vincenzo var ofta otrogen, men makarna upprätthöll en välfungerande relation. Eleonora anpassade sig bra till livet i Mantua. Hon kom väl överens med sin svärmor, som också var hennes moster, och utsåg dennes biktfar till sina barns lärare. 

### Hertiginna av Mantua
Eleonora blev hertiginna av Mantua när maken efterträdde sin far som hertig år 1587. Hon blev känd som en mecenat för konstnärer, gynnade musik och litteratur och gjorde Mantua till ett av centrum för den framväxande barockkulturen. Bland de konstnärer hon stöttade fanns kompositören Claudio Monteverdi och poeterna Tarkavato Tasso och Giambattista Marino. Samtidigt höll hon också ordning på hertigdömets finanser, då hennes make var slösaktig men gärna överlät åt henne att sköta ekonomin, något hon ska ha gjort framgångsrikt. 
Eleonora tjänstgjorde som regent vid flera tillfällen under makens frånvaro: 1595, 1597 och 1601, under makens deltagande som en del av det heliga romerska rikets armé i Österrikes militära kampanjer i Ungern, samt då han sökte medicinsk vård i Flandern 1602. 
Hon deltog i bröllopet mellan sin farbror storhertig Ferdinand av Toscanas bröllop i april 1589 i Florens. Hon närvarade också vid sin syster Marias bröllop med kung Henrik IV av Frankrike år 1599. Hon förhandlade sedan med Henrik IV om franskt beskydd för Mantua. Hennes syster gjorde henne 1601 till gudmor för systersonen, kung Ludvig XIII av Frankrike. Hon följde 1606 sin dotter till dennas bröllop med hertigen av Lothringen. 
Hon avled efter en flera månader lång sjukdom i september 1611.